# Зелинский, Пётр Петрович (военный)
Пётр Петрович Зелинский (24 ноября 1901, Новониколаевка, Херсонская губерния — июль 1942, Севастополь, Крымская АССР) — советский военнослужащий. Участник гражданской войны в России и Второй мировой войны. Подполковник (1941). Пропал без вести во время обороны Севастополя.

## Биография
Родился 24 ноября 1901 года в селе Новониколаевка (сейчас — Николаевский район Николаевской области) в семье крестьян. Работал батраком. В сентябре 1920 года добровольно вступил в Рабоче-крестьянскую Красную армию. Участвовал в гражданской войне.
Закончил Курсы подготовки агентов продразверстки при Николаевской особой военно-продовольственной комиссии (1921) и Одесскую пехотную школу (1925). В августе 1925 года назначен в 44-й стрелковый полк Украинского военного округа (УВО) где проходил службу командиром стрелкового взвода и взвода полковой школы, начальником хозяйственного довольствия полка. В апреле 1932 года переведен в 174-й стрелковый полк УВО, где занимал должности начальника штаба батальона и врид помощника начальника штаба полка. В июне 1934 года был назначен помощником начальника штаба, а 19 октября 1938 года начальником штаба 123-го стрелкового полка, с 1935 года в составе Харьковского военного округа. В августе 1939 года был в звании майора назначен начальником штаба 404-го стрелкового полка 176-й стрелковой дивизии 9-й армии Одесского военного округа, с ноября 1939 года — командир этого полка. Дивизия участвовала в присоединение Бессарабии и Северной Буковины к СССР в 1940 году. В этой же должности находился на начало войны.
Участвовал в составе дивизии в боях Южного фронта. Награждён орденом Красного Знамени (05.11.1941). В декабре 1941 года был командирован в Сталинградский военный округ и с 20 декабря 1941 исполнял должность командира формируемой 138-й отдельной стрелковой бригады. К 24 марта 1942 года закончил её формирование в селе Харабали Астраханского района Сталинградской области. Подполковник (19.05.1942). В начале мая 1942 бригада была сосредоточена в станице Крымская Краснодарского края, к 10 июня 1942 года была переброшена в Новороссийск.
К 12 июня 1942 года бригада прибыла в Севастополь на крейсере «Молотов» и эсминце «Бдительный». Войдя в Приморскую армию, она вела бои под станции Мекензиевы Горы, у Графской, Сухарной и Маячной балок. В последние дни обороны Севастополя с 1 по 3 июля 1942 года подполковник П. П. Зелинский находился с группой штаба у Северной бухты, затем вместе с северо-западным сектором обороны перешел в Камышевую и Казачью бухты. К 4 июля 1942 года остатки бригады были окружены и взяты в плен, в том числе и подполковник П. П. Зелинский. Затем он был направлен в лагерь для комсостава и дальнейшая его судьба неизвестна. Согласно приказу ГУК ВС считается пропавшим без вести с декабря 1942 года.

## Награды и звания
- Орден Красного Знамени (5 ноября 1941)[2].